# 墨江病毒
墨江病毒（Mojiang virus，MojV）全稱墨江副黏液病毒（Mojiang Paramyxovirus），是副黏液病毒科亨尼巴病毒屬的一種病毒，有時被稱作「類亨尼巴病毒」（henipa-like virus），在黃胸鼠樣本中發現。

## 發現歷史
2012年春季，中國雲南墨江哈尼族自治縣一座廢棄銅礦中有三名礦工感染急性肺炎，其樣本被送至中国科学院武汉病毒研究所，經病毒學家石正麗檢測後發現致病病原不是若干種已知的病毒。隨後研究人員自該洞窟中採集馬鐵菊頭蝠、黃胸鼠與長尾大麝鼩等動物的樣本，發現一些黃胸鼠樣本中含有一新種病毒，並將其命名為墨江病毒，分子種系發生學分析顯示此病毒與亨尼巴病毒（包括立百病毒和亨德拉病毒等）關係密切，在演化樹上為已知其他亨尼巴病毒的姊妹群。此為首個在果蝠以外的動物中發現的亨尼巴病毒。